# 배틀존 2 : 컴뱃 커맨더
《배틀존 2 :컴뱃 커맨더》(Battlezone II: Combat Commander)는 액티비전에서 1998년에 출시한 1인칭 FPS 게임이다

## 같이 보기
- 배틀존 (1980년 비디오 게임)